# 科默斯鎮區 (密蘇里州斯科特縣)
科默斯鎮區（英語：Commerce Township）是位於美國密蘇里州斯科特縣的一個行政鎮區。

## 地方資料
科默斯鎮區的面積為91.67平方千米，當中陸地面積為87.17平方千米，而水域面積為4.50平方千米。根據2020年美國人口普查的數據，當地共有人口581人，而人口密度為每平方千米6.34人。